# Барташи (Дятловский район)
Барташи́ (бел. Барташы) — деревня в Даниловичском сельсовете Дятловского района Гродненской области Республики Беларусь. По переписи населения 2009 года в Барташах проживало 37 человек.

## География
Барташи расположены в 15 км к востоку от Дятлово, 4 км от железнодорожной станции Новоельня.

## История
В 1878 году Барташи (Барташки) — деревня в Дворецкой волости Слонимского уезда Гродненской губернии (19 дворов). В 1880 году — 62 жителя.
Согласно переписи населения 1897 года Барташи — деревня тех же волости, уезда и губернии (28 дворов, 197 жителей). В 1905 году — 207 жителей.
В 1921—1939 годах Барташи находились в составе межвоенной Польской Республики. В 1923 году в Барташах было 35 хозяйств, 149 жителей. В сентябре 1939 года Барташи вошли в состав БССР.
В 1996 году Барташи входили в состав колхоза «Гвардия». В деревне насчитывалось 47 хозяйств, проживали 103 человека.